# Svetlana Dukule
Svetlana Dukule (ur. 9 września 1986 w Rydze) – łotewska siatkarka, reprezentantka kraju. Obecnie gra we Włoszech w serie A2 w All Fin CFL Volta Mantovana. Zawodniczka miała grać w zespole Farmutilu Piła, ostatecznie wybrała grę we Włoszech.

## Kluby
All Fin CFL Volta Mantovana
Ilmars Pulins
University of Louisville Athletics

## Osiągnięcia
- 2003 -   Brązowy medal Mistrzostw Łotwy
- 2003 MVP Mistrzostw Łotwy
- Gra w reprezentacji Łotwy

## Informacje osobiste
- rodzice: Irina i Alexander Dukule
- ulubieni zawodnicy: Inga Pūliņa, Inguna Minusa
- osoby, które miały największy wpływ na rozwój sportowy: Leonid Yelin, Ilmars Pulins
- Mówi w trzech językach  (łotewski, rosyjski, angielski)